# Medaglia dell'incrociatore Hamidiye
La medaglia dell'incrociatore Hamidiye fu una medaglia commemorativa conferita dal sultano Mehmet V ai soldati dell'Impero ottomano in servizio a bordo dell'incrociatore Hamidiye durante la campagna nell'Egeo del 1913.

## Insegne
- La medaglia consisteva in un disco d'argento riportante sul diritto il tughra del sultano ottomano. Sul retro si trovava una raffigurazione dell'incrociatore Hamidiye sul mare, sotto il quale in un cartiglio si trovava lo spazio per scrivere il nome di colui che veniva insignito della medaglia e la data 1328 (1913 dell'era cristiana).
- Il nastro era rosso con una striscia verde centrale.